# Patologija crvuljka
Patologija crvuljka karakteriše se čitavim nizom različitih patoloških stanja, koja se mogu primarno dijagnostikovati ili kao slučajan nalaz tokom dopunskih dijagnostičkih pretraga kod zapaljenja crvuljka ili drugih bolesti u trbuhu.
U patologiji crvuljka veliki značaj ima položaj, oblik, dužina i brojnost crvuljka zbog čestih upala (akutnih i hroničnih), cista, mukocela crvuljka i karcinoidnih tumora crvuljka, i divertikula. Imajući ovo u vidu dobro poznavanje napred navedenih činjenica bitno je, kako tokom postavljanja dijagnoze tako i toko izbora metoda hirurškog lečenja.

## Kongenitalne anomalije
Kongenitalne anomalije crvuljka su strukturna i funkcionalna odstupanje od normalnog obrasca razvojnog procesa crvuljka koji je prisutan prilikom rođenja. Kongenitalne varijacije crvuljka su retke i ima ih malo. Kako kod ljudi, crvuljak nema digestivnu funkciju, on se ponaša kao limfni organ. Kongenitalne anomalije apendiksa se najčešće javljaju kao potpuno odsustvo (agnezija) crvuljka ili kao dvostruki crvuljak.
Odsustvo crvuljka povezano je i s drugim malformacijama, poput agenezije ileocekalne valvule i jejunoilealne atrezije.

### Klasifikacija
Malformacije crvuljka mogu se klasificikovati na sljedeći način:
Tip I - nedostaje crvuljak i slepo crevo;
Tip II - rudimentaran slepo crevo i odsustan crvuljk;
Tip III - normalno slepo crevo i otsutan crvuljak;
Tip IV - normalano slepo crevo i rudimentaran crvuljk;
Tip V - džinovsko slepo crevo i nedostaje crvuljak.

### Nedostatak (agnezija) crvuljka
Agenezija crvuljka je anomalija koja nastaje ako u osmoj nedelji embrionalnog razvoja ne dođe do formiranja crvuljka. Incidencija agenezije crvuljka je 1 na 100 000 laparotomija obavljenih zbog sumnje na akutno zapaljenje crvuljka.
Nekada postoji mogućnost da se crvuljak razvija kao i cekum, ali da u daljem toku ne dolazi do njegove demarkacije od ostatka cekuma, tako da se mogu naći više od četiri haustre cekuma.
Svaka agenezija crvuljka zahteva da se trbušna šupljina pregleda u celosti, zbog mogućnosti autoamputacije, intususcepcije ili volvulusa crvuljka.

### Divertikulum crvuljka
Kongenitalni divertikulum crvuljka se može otkriti, kao i na drugim delovima intestinalnog trakta, ili kao slučajan nalaz ili kao inflamiran crvuljak, kada daje sliku akutnog zapaljenja crvuljka.
Opisani su i kongenitalni divertikulumi u sklopu genetskih anomalija.

### Ektopija crvuljka
Opisana je pozicija crvuljka u grudnom košu, u slučaju malrotacije i dijafragmalne hernije, lumbalna, kao i lokalizacija unutar samog zadnjeg zida cekuma, kada crvuljak ne poseduje svoju serozu.

### Endometrioza crvuljka
Endometrioza crvuljka, je najčešće u sklopu generalizovane intestinalne endometrioze, i može takođe iči sa slikom akutnog zapaljenja crvuljka, intususcepcije, krvarenja ili perforacije.

### Crvuljak sa leve strane
Postoje četiri uslova kada crvuljk može da se nađe sa leve strane. Prema učestalosti javljanja to su:
- situs inversus viscerum;
- malrotacija creva;
- “lutajući” cekum, sa dugim mezenterijumom;
- izuzetno dug crvuljku, koji prelazi srednju liniju trbuha.[15]

### Duplikacija crvuljka
Opisane su četiri vrste duplikacije ili udvajanja, crvuljku:
Crvuljak tipa dvocevke — sa zajedničkim muskularnim slojem i komunikacijom između lumena u predelu distalnog dela.
Crvuljak poput ptice — kada su strukture simetrično postavljene sa obe strane ileocekalne valvule.
Crvuljak tipa taenia colli — kod koga se pored normalnog crvuljka koji se nalazi na uobičajenom mestu vidi još jedan manji crvuljak na teniji.
Crvuljak poput ptice — kod koga je crvulajak u vidu potkovice koja ima dva otvora u slepom crevu.

### Heterotopična mukoza crvuljka
Gastrična mukoza, pankreasno tkivo i mukoza jednjaka se mogu naći u crvuljku kao heterotopična tkivo.

### Vaskulitis
Vaskulitis se može razviti izolovano na crvuljki ili kao sistemski vaskulitis, najčešće u sklopu nodoznog poliarteritisa.

### Neuralna proliferacija crvuljka
Neuralna proliferacija crvuljka se dešava u okviru Reklinghauzenove bolesti.

## Zapaljenje crvuljka
Zapaljenje crvuljka je najčešće patološko stanje, sa učestaloću od 6-7%. Zapaljenje crtvuljka je češće kod dece i adolescenata, ali se sreće, ne tako retko, i u srednjim i starijim godinama života.
Etiopatogeneza
Zapaljenje crvuljka je u 50-80% slučajeva izazvano: opstrukcijom lumena koprolitom, žučnim kamenom, tumorom ili klupkom parazita (lat. oxyuriasis vermicularis). Sekrecija mukusne tečnosti u začepljenom šupljem organu dovodi do povećanja intraluminalnog pritiska i posledičnog kolapsa venskih krvnih sudova. Ishemijska lezija dovodi do bakterijske proliferacije uz stvaranje inflamatornog edema i eksudacije, što još više pogoršava ishemiju. Izvestan broj zapaljenja crvuljka nastaje i bez opstrukcije. Patogeneza ove inflamacije je za sada nepoznata.
U početnom stadijumu zapaljenja u mukozi, submukozi i lamini propriji se može naći samo mali boj
neutrofilnih granulocita. Subserozni krvni sudovi su u kongestiji, sa manjom količinom neutrofilnog infiltrata perivaskularno. Inflamatorna reakcija pretvara blistavu serozu u zamućenu, granuliranu, crvenkastu membranu.
U kasnijem stadijumu izražen neutrofilni eksudat koji dovodi do fibrinopurulentne reakcije na serozi. Sa napredovanjem zapaljen dolazi do formiranja apscesa u samom zidu crvuljka sa ulceracijama i fokusima supurativne nekroze na mukozi apendiksa. Ovaj stadijum predstavlja akutno supurativno zapaljenje crvuljka. Sledi formiranje većih polja hemoragijske ulceracije i gangrene celog zida, sve do seroze, čineći akutno gangrenozno zapaljenje crvuljka. Ubrzo dolazi do perforacije i formiranja gnojnog peritonitisa.
Često su infiltracija i nekroza prisutni u mukozi crvuljka zbog drenaže eksudata u crvuljak iz drugih delova intestinalnog trakta, ali da bi se histološki postavila dijagnoza akutnog zapaljenja crvuljka, neophodno je postojanje infiltracije neutrofila u lamini muskularis propriji zida crvuljka.

## Tumori
Tumori crvuljka su retki i javlja se npr. kod oko 1 osobe na 1.000 stanovnika u Sjedinjenim Američkim Državama svake godine. Otprilike polovina slučajeva je pronađena kod osoba koje su imale operaciju zbog akutnog zapaljenja crvuljka, dok je druga polovina otkrivena tokom CT pretrage u toku sa crvuljkom nepovezanih stanja.
Tumori crvuljka mogu biti benigni (nekancerozni) ili zloćudni (kancerozni).

### Vrste
Primarni  tumori crvuljka maogu biti:
Karcinoidni, adenokarcinoidni i tumori peharastih ćelija crvuljka — koji sporo rastu počinju u crvuljku i predstavljaju otprilike pola do dve trećine slučajeva. Obično ne izazivaju simptome, osim ako se ne šire na druge organe.
Adenokarcinom debelog creva — javlja u oko 10% slučajeva raka debelog creva i razvija se na crvuljku, u blizini debelog creva.
Nekarcinoidni tumor crvuljka — počinje u zidu crvuljka i stvaraju gustu, ljepljivu supstancu nazvanu mucin, i zato nose i naziv nekarcinogeni mucinozni tumor

Adenokarcinom krioidnih ćelija — je naređi, ali i najagresivniji oblik raka debelog creva
Adenomi i nemucinozni karcinomi — se dešavaju veoma retko.
Mezenhimalni tumori najčešće vode poreklo od glatkih mišića, poput lejomioma ili ređe lejomiosarkoma. Gastrointestinalni stromalni tumori (GIST), granularni celularni tumori, Kapoši sarkom se dešavaju veoma retko. Limfomi kod dece se najčešće javljaju kao Burkitovi limfomi. Otkriveni su i depoziti u crvuljku kod leukemija.

#### Karcinoid crvuljka
Karcinoid crvuljka je najčešći tip ove vrste tumora, koji čini 85% svih gastrointestinalnih endokrinih tumora. Naziv karcinoid ovi tumori su dobili zbog sporog rasta i homogenog izgleda tumorskih ćelija, što je ranije ispitivače navelo da potcene njihov maligni potencijal. Uglavnom je asimptomatski i dijagnostikuju se kao slučajan nalaz u apendektomiji ili tokom drugih operacija u trbuhu.
Epidemiologija
Karcinoid se dijagnostikuje kod oko 0,3 — 0.9% apendektomiranih pacijenata. Smatra se da se većina hirurga susretne sa ovim entitetom samo jednom u životu.
Oni su mirnog toka i interval između početka simptoma i dijagnoze je oko 4,5 godine.
Klinička slika
Klinički se karakteriše simptomima koji se javljaju i kod akutnog zapaljenja crvuljka, a broj i manifestacije simptoma zavisi od karakteristike samog tumora koji utiču na njegovo ponašanje.
Etiopatogeneza
Karcinoid crvuljka je najčešće lokalizovan na njegovom vrhu, u vidu je solidnog tumora promera do 1 cm. I pored intramuralne i transmuralna propagacija tumora, zahvatanje regionalnih limfnih čvorova je veoma retko.
Metastaze
Najčešće metastazira u jetru i retroperitoneum. Rizik metastatskog širenja je zavistan od veličine tumora. Metastaze se nalaze u manje od 2% tumora manjih od 1 cm, a u skoro 100% tumora većih od 2 cm. Osim u jetri i limfhim čvorovima metastaze karcinoida se mogu javiti u kostima, a ređe u srcu, dojkama ili oku.
Prognoza
Prognoza karcinoidnog tumora zavisi od lokalizacije i stadijuma bolesti u vreme postavljanja dijagnoze. Karcinoidi apendiksa retko ugrožavaju život.
Iako u 80% slučajeva može doći do recidiva, apendektomija crvuljka daje dobre rezultate.
Terapija
Indikacije za adjuvantnu hemioterapiju su: veličina tumora preko 2 cm, goblet-tip karcinoid, kao i pozitivne resekcione margine. Ukoliko je tumor veći od 2 cm, lokalizovan na bazi crvuljka, indikovana je desna hemikolektomija.
Opsežniji hirurški tretman se preporučuje i u situacijama kada tumor ima visok indeks roliferacije ili ako se proširio na mezenteriolum, krvne i limfne sudove apendiksa.

## Metastaze drugih tumora
Metastaze karcinoma ovarijuma se mogu javiti u crvuljku, ali jako retko.

## Spoljašnje veze
|  | Molimo Vas, obratite pažnju na važno upozorenje u vezi sa temama iz oblasti medicine (zdravlja). |